# Duden
Duden (немско произн. [ˈduːdn̩], „дудн“, бълг. произн. ду̀ден) e правописен речник на немския език. Публикуван за първи път на 7 юли 1880 г. от Конрад Дуден, той става основа на единния немски правопис. От началото на XX век под марката „Duden“ се издават също и специализирани граматични и правописни речници. понастоящем Duden се издава в печатен и електронен вид от Библиографския институт в Берлин.
От 1956 до 1996 г. този правописен речник (Rechtschreibduden) определя официалната орфография на немския език в Германия, обаче след проведената правописна реформа през 1996 г. монополната власт на речника е изгубена. Неговото конститутивно значение сега се ограничава само до някои сфери на използване на езика, докато като цяло (по решение на Федералния конституционен съд) всеки автор е свободен да избере източника на правописните правила в литературата, публицистиката и отчасти в науката. Граматиката „съгласно Duden“ не навсякъде се признава за нормативна, особено с оглед на различните варианти на немския език, при които съществуват собствени норми (Австрийски речник, Швейцарски идиотикон).

## История
През 1872 г. Конрад Дуден, директор на гимназията в Шлайц, днес в Тюрингия, публикува речник на немския език под названието Schleizer Duden, първият Duden. През 1880 г. той публикува Vollständiges Orthographisches Wörterbuch der deutschen Sprache („Пълен орфографичен речник на немския език“); този основополагащ трактат е обявен за официален източник за правилно писане от администрацията на Прусия през същата година. Първото издание на Duden е съдържало 28 000 единици.